# Nikolay Borchev
Nikolay Borchev (russisch Николай Евгеньевич Борчев, auch Nikolai Jewgenjewitsch Bortschew, geboren am 2. Februar 1980 in Pinsk) ist ein belarussischer Opernsänger (Bariton).

## Leben
Borchev studierte in Moskau und Berlin und gehört seit 2003 dem Ensemble der Bayerischen Staatsoper in München an. Dort sang und singt er Papageno, Guglielmo, Figaro und Dr. Falke, den Dandini in La Cenerentola, den Harlekin in Ariadne auf Naxos und den Barbier in der Schweigsamen Frau.
Er gastierte als Harlekin am Palau de les Arts in Valencia, als Figaro an der Deutschen Oper Berlin und an der Hamburgischen Staatsoper, als Guglielmo am Royal Opera House Covent Garden und als Aeneas in Dido and Aeneas an der Opéra-Comique Paris, sowie als Moritz in der Uraufführung von Benoît Merniers Frühlingserwachen am Théâtre Royal de la Monnaie in Brüssel. Im Festspielhaus Baden-Baden sang er den Harlekin und den Albert in Werther, am Theater Basel den Jeletzki in Pique Dame, an der Lettischen Nationaloper in Riga und an der Oper Leipzig den Marcello in La Bohème. An der Oper Bilbao debütierte er als Donald in Billy Budd, bei den Schwetzinger Festspielen als Pluto in Kraus’ Proserpina, beim Glyndebourne Festival 2013 als Maletesta im Don Pasquale.
Borchev tritt häufig in Österreich auf, so bei den Salzburger Pfingstfestspielen (in Händels Das Alexanderfest unter René Jacobs) und bei den Innsbrucker Festwochen der Alten Musik, an der Wiener Staatsoper (unter anderem als Figaro, Dandini, Gugliemo, Papageno und Dr. Falke) und im Theater an der Wien. Dort sang er 2010 den Harlekin, 2013 konzertant die Titelpartie in Ullmanns Kaiser von Atlantis und szenisch den Claudio in Béatrice et Bénédict.
Borchevs Konzertrepertoire umfasst Bachs Matthäuspassion, Rossinis Petite Messe solennelle, Haydns Schöpfung, die er beim Great Mountain Music Festival in Seoul sang, und Mahlers Lieder eines fahrenden Gesellen. Er bestreitet auch Liederabende, unter anderem mit Schuberts Schöner Müllerin.